# Album di famiglia (I Cavalieri del Re)
Album di famiglia è un album del gruppo I Cavalieri del Re pubblicato nel 2016; venne pubblicato anche come doppio CD con l'aggiunta di provini, remix ed un secondo CD con tutte le basi musicali (con e senza cori) dei brani del CD 1.

## Tracce

### Disco 1
1. La domenica (overture)
2. Messaggio d'amore
3. Gente del circo
4. Luna Park
5. Illusioni nel samba
6. La fanciulla di Le Fort
7. La domenica
8. Ding dong nel villaggio fantasia
9. Nella verde valle
10. Tornare al vecchio West
11. La domenica (reprise)
12. La gallina brasileira
13. Please Remember Me (provino)
14. Va' pensiero va'
15. Please Remember Me (Bobby "Island" Rheims)
16. Messaggio d'amore (Opera Omnia mix)
17. Nella verde valle (Opera Omnia mix)

### Disco 2
1. Messaggio d'amore
2. Gente del circo
3. Luna Park
4. Illusioni nel samba
5. La fanciulla di Le Fort
6. La domenica
7. Nella verde valle
8. Tornare al vecchio West
9. La gallina brasileira
10. Gente del circo (con cori)
11. Luna Park (con cori)
12. Illusioni nel samba (con cori)
13. La fanciulla di Le Fort (con cori)
14. La domenica (con cori)
15. Ding dong nel villaggio fantasia (con cori)
16. Nella verde valle (con cori)
17. Tornare al vecchio West (con cori)
18. La gallina brasileira (con cori)